# Helden 06
Helden 06 ist ein Brickfilm und das Nachfolgeprojekt des Films Die Helden von Bern. Der Film diente den drei Machern als Diplomarbeit im Fach „Medien und Informationswesen“ an der Hochschule Offenburg.

## Inhalt
Der Film stellt die Fernsehübertragung eines fiktiven Endspiels der Fußball-Weltmeisterschaft 2006 dar. Bei diesem tritt die deutsche Nationalmannschaft gegen eine Weltauswahl an. Nach einem Rückstand von zwei Toren, gelingt es der deutschen Elf das Spiel zu drehen und zum vierten Mal Weltmeister zu werden.

## Die Macher
Die drei Studenten Florian Plag, Martin Seibert und Ingo Steidl produzierten bereits 2002 einen Brickfilm als Semesterarbeit. In Die Helden von Bern wurden die Highlights des WM-Endspiels von der Fußball-Weltmeisterschaft 1954 dargestellt, unterlegt mit dem Originalkommentar von Herbert Zimmermann. Helden 06 wurde hingegen mehrfach von verschiedenen Personen kommentiert, so etwa von HSV-Stadionsprecher Lotto King Karl. Durch die Halbzeit führen Gerd Delling und Günter Netzer, die diese Tätigkeit bis zur Fußball-Weltmeisterschaft 2010 tatsächlich gemeinsam ausübten.

## Kino
Genau wie beim ersten Projekt, konnten Kinos in ganz Deutschland den Film auf 35 mm vorführen.